# July Jones
Julija Aljaž, znana pod umetniškim imenom July Jones, slovenska pevka, besedilopiska in glasbena producentka; * 3. julij 1998, Ljubljana.
July Jones se je rodila v Ljubljani, vendar že od svojega 15. leta živi v tujini. Sprva se je preselila v Združene države Amerike, kjer je na kalifornijski univerzi Berkeley študirala jazz. Študij je opustila, saj je ugotovila, da se želi ukvarjati s pop glasbo in se pri 18 letih preselila  v London. Še preden se je uveljavila kot pevka, je postala znana po pisanju besedil. Med drugimi je napisala besedilo za skladbo »We are Bulletproof« korejskih zvezdnikov BTS. V Londonu je dve leti nastopala kot ulična pevka. Svojo glasbo je začela ustvarjati ob zagonu gibanja Black Lives Matter. Slovenskemu občinstvu se je predstavila leta 2022, ko je s skladbo »Girls Can Do Anything« nastopila na Emi in se uvrstila v finale. Leta 2023 je prejela nagrado Music Moves Europe za najboljšega novega evropskega izvajalca, ki ji je prinesla denarno nagrado in podporo pri prodoru na evropske glasbene odre. S skladbo »New Religion« je tekmovala na Emi 2025; po točkah žirij sta se s Klemenom Slakonjo uvrstila v superfinale, kjer je s telefonskim glasovanjem zmagal Klemen.
Je zagovornica ženskih pravic in pravic LGBT-skupnosti.

## Nastopi na glasbenih festivalih

### EMA
- 2022: Girls Can Do Anything
- 2025: New Religion – 2. mesto (4400 glasov)

## Zasebno
July Jones je odkrita pripadnica LGBT-skupnosti.